# Sala Monferrato
Sala Monferrato là một đô thị ở tỉnh Alessandria trong vùng Piedmont của Italia, có vị trí cách khoảng 50 km về phía đông của Torino và khoảng 30 km về phía tây bắc của Alessandria. Tại thời điểm ngày 31 tháng 12 năm 2004, đô thị này có dân số 446 người và diện tích là 7,7 km².
Sala Monferrato giáp các đô thị: Cella Monte, Cereseto, Ottiglio, Ozzano Monferrato, và Treville.